# Gegijzeld
Gegijzeld is een jeugdboek uit 1984 van de Nederlandse schrijver Evert Hartman. Het boek beschrijft een politiek getinte gijzelingsactie in een school.

## Het verhaal
Gerard krijgt iedere dinsdagmiddag bijles van wiskundeleraar De Rooy, samen met zijn klasgenoten Jacqueline en Bertus. De brutale Henk zit bij de groep omdat hij voor straf moet nablijven. Dan dringen twee gewapende terroristen het klaslokaal binnen en gijzelen de vier kinderen en de leraar. De gijzeling wordt opgeëist door het Internationaal Front voor de Bevrijding van Politieke Gevangenen. Deze beweging eist van de Nederlandse regering dat zij de uitwijzing van 60 politieke vluchtelingen uit hun land herroept, voor twaalf uur de volgende dag. Verder doet het Front een beroep op alle democratische regeringen om zich in te zetten voor de bevrijding van politieke gevangenen overal ter wereld. De einddatum verstrijkt zonder dat er iets gebeurt. De regering herziet de uitwijzing niet en de kinderen blijven gegijzeld. Iedere dag wordt eten gebracht.
Na drie dagen worden de gijzelnemers Leon en David wat vriendelijker, en uiteindelijk vertelt Leon zijn verhaal.
Leon was afkomstig uit een Zuid-Amerikaans land, een brute politiestaat geregeerd door de dictatuur van partijleider Sasdy. Op een dag, zo'n 10 jaar geleden, kwam de geheime politie, de GEPO, Leons vader en broer halen. Leons broer Edgar ontsnapt, maar zijn vader wordt gearresteerd. Een dag later worden Leon en zijn zusje Ramona zelf opgehaald, en naar een internaat gebracht.
Ramona en Leon worden gescheiden, en in respectievelijk de meisjes- en jongensafdeling ondergebracht. De afdelingen zijn verdeeld in kamers waar elk ca. 5 jongens slapen: kamer 1 tot en met 25. Leon wordt in kamer 20 geplaatst waar ook David zit. De jongens moeten werken, een uniform dragen, militaire oefeningen doen, en lessen volgen, waarbij ze worden geïndoctrineerd in de ideologie van de partij. Wie goed 'presteert' wordt bevorderd naar een hogere kamer, zodat men op kan klimmen tot kamer 1, en uiteindelijk de school verlaat voor waarschijnlijk een carrière bij de partij, regering, GEPO of het leger. Sommige jongens geloven fanatiek in de leer, anderen willen alleen maar bevorderd worden om weg te kunnen, en weer anderen vinden het maar onzin (wat ze verstandigerwijs voor zich houden).
Leon doet alles fout waardoor zijn kamer telkens straf krijgt. Leon belandt door de zware oefeningen tijdelijk op de ziekenzaal, waar hij het meisje Shaira leert kennen op wie hij verliefd wordt. Maar de situatie verslechtert meer en meer: een deel van het leger komt in opstand onder leiding van een zekere Fedorin, iedereen wordt steeds nerveuzer, en er is zelfs sprake van dat de internaatsleiding de kinderen zal bewapenen en dwingen te vechten, mocht het internaat aangevallen worden door de rebellen. Leon wil hier niet op wachten en bedenkt een plan om met Ramona, Shaira en een andere jongen, Chris, te ontsnappen.
De ontsnapping lukt, en de groep probeert per boot en per trein Timboro te bereiken, de hoofdstad. In de trein worden ze echter door de GEPO opgepakt, die hen terug wil brengen naar het instituut. Onderweg wordt de auto overvallen door rebellen, waarbij Shaira per ongeluk wordt neergeschoten. Leons broer Edgar blijkt een van de rebellen te zijn, en Leon laat zich wezenloos en gechoqueerd meevoeren door zijn bevrijders.
Fedorin blijkt geen haar beter te zijn dan Sasdy. Edgar wordt opgepakt door de nieuwe regering wanneer hij openlijk kritiek uitoefent. Later komt Leon David opnieuw tegen, en ze besluiten onrecht te bestrijden, of het nu links of rechts is.
Iedereen is hier stil van. De brutale Henk is het zelfs openlijk met de gijzelnemers eens. De Rooy denkt er daarentegen anders over. Gijzeling is hoe dan ook volgens hem niet de manier om je gelijk te krijgen. Een heftige discussie ontstaat, waarbij De Rooy blijft herhalen dat gijzeling absurd is. Die nacht horen de kinderen voetstappen op het dak boven hen en wekken hun gijzelnemers. Leon laat De Rooy via de megafoon de politiemannen sommeren het dak te verlaten.
De dag erna, na nog meer discussie, zien Leon en David uiteindelijk zelf ook in dat ze niets zijn opgeschoten. Ze hebben hun eigen leven geriskeerd en onschuldige personen gegijzeld, terwijl de Nederlandse regering weigert zelfs ook maar in discussie te gaan. Leon en David laten De Rooy omroepen dat ze zich overgeven. Zes gewapende mannen dringen binnen en arresteren de gijzelnemers, terwijl Gerard niet weet of hij blij of verdrietig moet zijn.